# Герб Кокшетау
Герб Кокшета́у (каз. Kөкшетау елтаңбасы) — единственный официальный опознавательно-правовой знак, составленный и употребляемый в соответствии с правилами геральдики, служащий символом города Кокшетау (у города нет флага, гимна и знамени), административного центра Акмолинской области Казахстана.
Герб города Кокшетау, утверждённый в сентябре 2002 года, имеет форму правильного круга, по нижнему краю которого расположено название города, начертанное стилизованным синим шрифтом. В центре герба на фоне восходящего над волнами и голубыми сопками солнцем изображён парящий над утренней зарёй мифический конь Кулагер, символ стремления к процветанию. 
Символика города прослеживается с 1858 года, современный герб ведёт своё начало с 1991 года, нынешний герб был принят и утверждён в сентябре 2002 года.

## Описание и обоснование символики
Гласный герб. Синеватая гора указывает на название города — Кокшетау (с каз. — «Синегорье»).
Герб города Кокшетау представляет собой основу в виде круглого восточного (византийского) щита, как выражение идеи совершенства и вечности. Круглая форма щита является традиционной для Казахстана. 
Центральный образ герба — мифический скачущий конь Кулагер, символ стремления к процветанию. Конь изображён на фоне восходящего над волнами и голубыми сопками солнцем. На заднем плане изображена вершина горы Кокше-тау, где у южного подножья был первоначально основан город. Под изображением солнца — синие полоски, символизирующие волны Кокшетауских озёр, включая озеро Копа, на котором расположен сам город. В нижней части герба — надпись кириллического написания «КӨКШЕТАУ», начертанное стилизованным синим шрифтом.
- бегущий конь — неотъемлемый спутник степных народов, символ трудолюбия, свободы, прогресса, движения вперед, преодоление препятствий, силу духа жителей города Кокшетау и их стремление к достижению поставленных целей.

- солнце — в древности главное божество многих народов, символизирует богатство земли Кокшетау, свет, надежду, рождение жизни и защиту.

В цветном изображении герба Кокшетау солнце — желтого, конь и обрамление — золотистого, фон, национальный орнамент на обрамлении и надпись «Көкшетау» — небесно-голубого цвета. 
Используемые различные цвета несут определённую смысловую нагрузку:
- небесно-голубой цвет — символ красоты местной природы, а также честность, мечту, стремление к лучшему. Цвет флага Республики Казахстан. Кроме того, синий цвет имеет глубокое символическое значение в тюркской культуре, где древние тюрки почитали небесный купол олицетворявший преданность предков.
- жёлтый (золотой) цвет — символ солнечной энергии, богатства, справедливости во всех сферах жизни, милосердия, великодушия, постоянства, силы, верности, устойчивости и процветания.

## Авторы
Официально авторами нынешнего герба города Кокшетау являются главный архитектор Акмолинский области Аскар Рыспаев и архитектор института «Кокшетаугорсельпроект» Алла Исанина.

## История
| Неутверждённый проект герба города Кокчетав в годы Российской империи при геральдической реформе Кёне, 18.11.1858 год: | Герб (эмблема) советского Кокчетава, разработанный и принятый к 150-летию города. Утверждён 12 июля 1970 года. | Герб города после распада СССР, использовавшийся с 1991 по 2002 г.: | Герб Кокшетау после внесения изменений, используемый с 2002 г.: |
| | |                                                                     |                                                                 |

### Российская империя(1858)
В составе Российской империи город именовался Кокчетав. Первый официальный проект герба для города был составлен бароном Б. В. Кёне 18 ноября 1858 года, оставшийся неутверждённым.

Геральдическое описание (блазон) гласит: 
Геральдический щит французской формы. «В золотом поле лазурная острая гора». В верхнем правом углу герб Области Сибирских Киргизов. Щит увенчан древней царской короной и украшен золотыми знаменами с изображением двуглавых орлов, соединенными Александровской лентой.

### Советский период(1970—1991)
Следующие изменения коснулись герба в советские годы. Советский герб Кокчетава (вернее, гербовидный значок) был утвержден 12 июля 1970 года решением № 602/26 исполкома Кокчетавского областного Совета депутатов трудящихся. Автор герба — Владимир Николаевич Сурганов. Существовал с 1970 по 1991 год.
Советский герб города имел следующее описание:
Герб отображает основные направления народного хозяйства и природные достопримечательности края: красно-синий фон — цвет флага республики, контуры сопок и условное изображение воды — это обилие озер и живописность гор, обрамляют герб снопы — это хлеб целины, весы — продукция крупнейшего предприятия города — Кокчетавского приборостроительного завода КПСЗ.

### После обретения независимости(1991—2002),(2002—н.в.)
В 1991 году, после провозглашения независимости Казахстана, герб сменил более политически-корректный вариант, выполненный в цветах нового национального флага.
С 2002 года на современном гербе Кокшетау изображён бегущий конь — неотъемлемый спутник степных народов, символ свободы, прогресса, движения вперед. Он опирается на волну, символизирующую озеро Копа, на которой расположен город. Форма герба круглая. В нижней части герба — надпись «КӨКШЕТАУ». Современный герб Кокшетау — четвертый по счёту. Авторы герба – Аскар Рыспаев и Алла Исанина.

### Использование герба Кокшетау
Герб Кокшетау используется для обозначения города Кокшетау (например, помещается на указателях при въезде на территорию города), украшения фасадов зданий и фасадных вывесок городских органов власти, муниципальных предприятий и организаций. Также герб Кокшетау помещается на печатях и бланках документов, на официальных изданиях города. 
В 2015 году Банк Казахстана выпустил памятную монету в 50 тенге из цикла «Города Казахстана», посвященную Кокшетау. На монете дано рельефное изображение нового герба города Кокшетау.

## Галерея

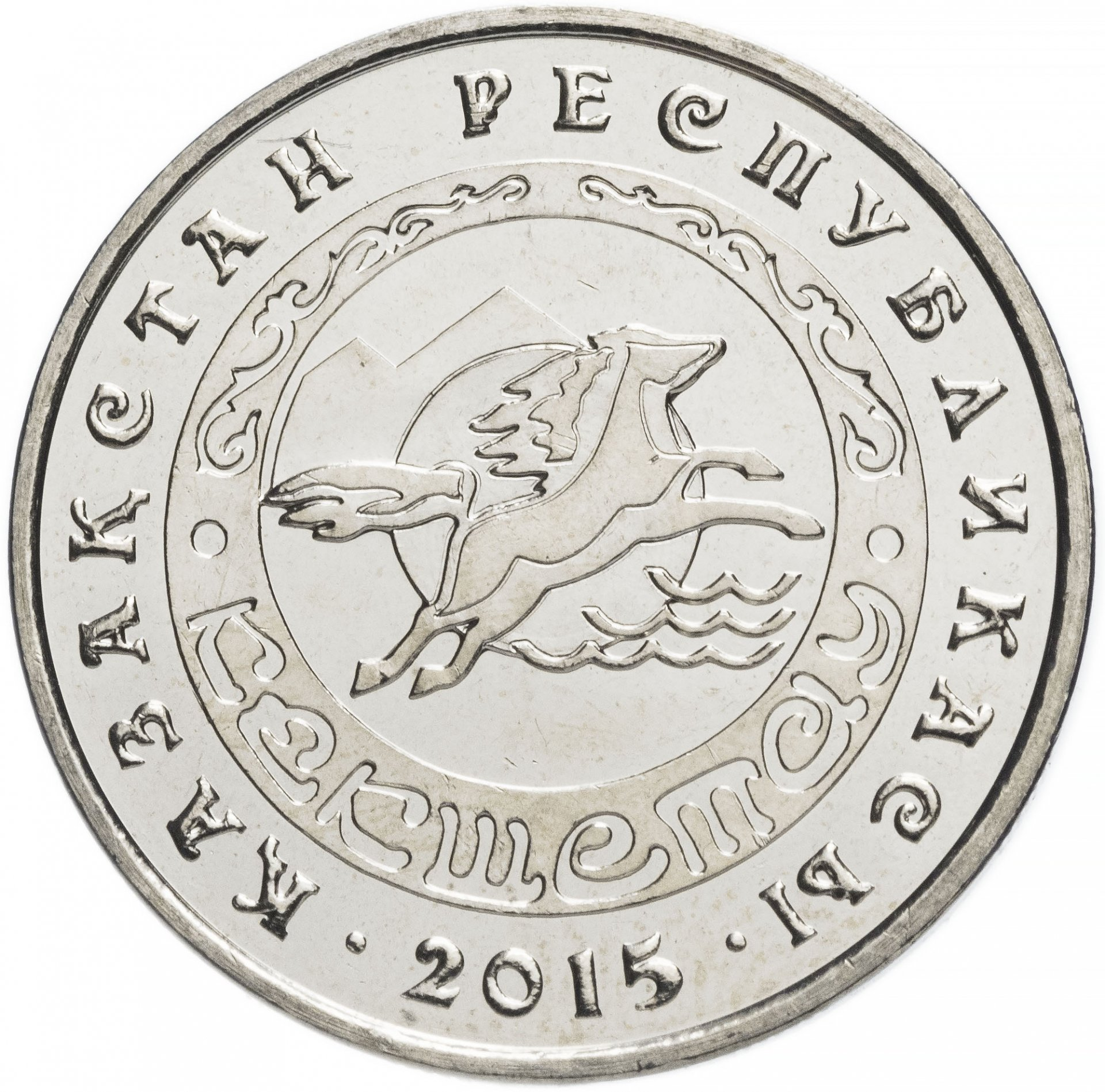
Герб Кокшетау на памятной монете Банка Казахстана — Серия «Города Казахстана» — 50 тенге, 2015 г. (реверс)
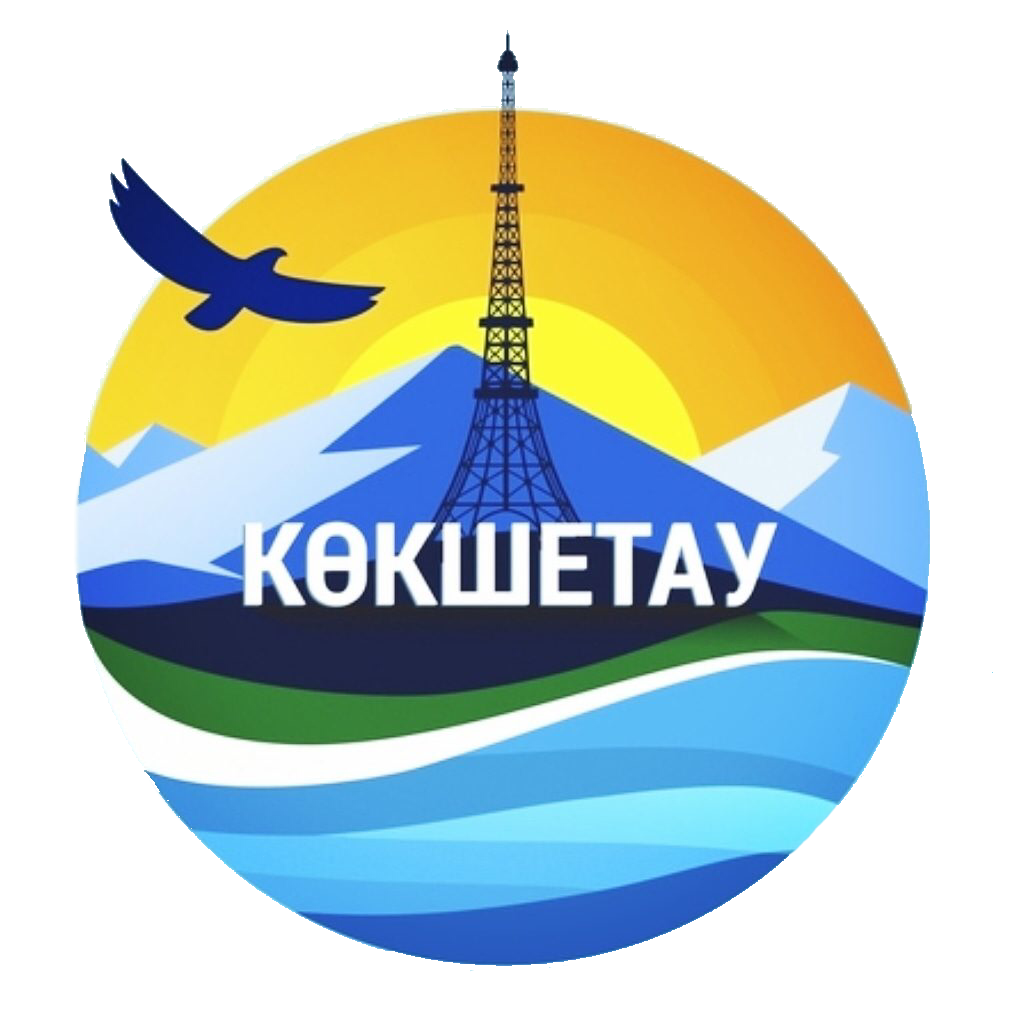
Туристический логотип города, разработанный в едином фирменном стиле Акмолинской области